# مسجد بيربندهان
مسجد بيربندهان يقع المسجد في لامباك كانان، على بعد حولي اثني عشر كيلومتر من مدينة بندر سري بكاوان عاصمة بروناي.

## البناء
تم بناء مسجد بيربندهان في الثامن عشر من شهر مارس من عام 1994، بني المسجد على موقع مساحته الإجمالية 6،084 هكتار، وقد تم الانتهاء من بناء المسجد في نهاية ديسمبر من عام 1995، وبلغت تكلفة البناء مبلغ قدره 11،684،000.00 رينغيت بروني.

## الافتتاح
افتتح مسجد بيربندهان رسميا من قبل بادوكا سيري السلطان الحاج حسن البلقية، سلطان بروناي دار السلام، في الثامن والعشرين من شهر شعبان من عام 1416 هـ، جنبا إلى جنب مع ميلاد السلطان حسن البلقية الحادي والخمسين، يستطيع المسجد أن نبلغ قدرته الاستيعابية لحوالي 2،400 مصلي في وقت واحد، واحدة من التسهيلات المتاحة في المسجد هي وجود المكتبات الصغيرة.

## وصلات خارجية
- موقع مسجد بيربندهان على الخريطة
- ألبوم صور مسجد بيربندهان